# Prom linowy

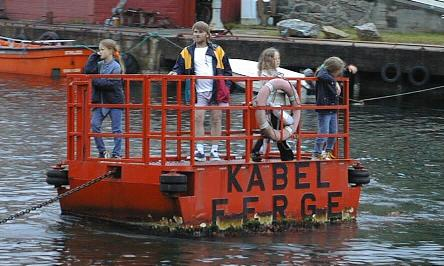
Prom linowy w Norwegii

Prom linowy – prom poruszający się wzdłuż liny (najczęściej stalowej) rozciągniętej między przeciwnymi brzegami, która może też stanowić jego napęd. Lina może być rozciągnięta nad powierzchnią wody (prom górnolinowy) lub pod nią (prom dolnolinowy).